# Francisco Morazán megye
Francisco Morazán Honduras egyik megyéje. Az ország középső részén terül el. Székhelye, Tegucigalpa, egyben az ország fővárosa is. Nevét Francisco Morazánról kapta, aki az 1830-as években a Közép-Amerikai Köztársaság elnöke volt.

## Földrajz
Az ország középső részén elterülő megye északon Yoro, északkeleten Olancho, délkeleten El Paraíso, délen Choluteca és Valle, délnyugaton La Paz, nyugaton pedig Comayagua megyékkel határos.

## Népesség
Ahogy egész Hondurasban, a népesség növekedése Francisco Morazán megyében is gyors. A változásokat szemlélteti az alábbi táblázat:
| Év             | Lakosság  |
| -------------- | --------- |
| 1988           | 860 083   |
| 2001           | 1 180 676 |
| 2010 (becsült) | 1 433 810 |